# 1779年の相撲
1779年の相撲（1779ねんのすもう）は、1779年の相撲関係のできごとについて述べる。

## 本場所など
- 3月場所（江戸相撲）[1]
  - 興行場所:深川御船蔵前八幡御旅所
  - 5月2日（旧3月16日）より晴天10日間興行
- 6月場所（名古屋相撲）[1]
- 9月場所（京都相撲）[1]
  - 10月18日（旧9月9日）より9日間興行
- 10月場所（江戸相撲）[2]
  - 興行場所:深川八幡宮境内
  - 11月21日（旧10月14日）より晴天10日間興行
- 他、大坂相撲本場所（堺町一丁目）が興行されている[1]。